# Смяротнае вяселле
Смяротнае вяселле (укр. Смертельне весілля) — другий концертний альбом групи Ляпис Трубецкой, який було випущено в березні 1997 року.

## Про альбом
Це другий концертний альбом групи «Ляпис Трубецкой». На цій касеті представлено запис концерту «Смяротнае вяселле», який відбувся у Мінську в ПК Профспілок 4 жовтня 1996 року. Сам Міхалок лишився незадоволений даним релізом, хоча запис було зроблено доволі якісно.
На вкладиші альбому не вказано ніяких вихідних даних, тому неможливо встановити лейбл, на якому було випущено касету.
Існує також відеоверсія концерту, випущена компанією «Фобос-відео» в 1997 році. Цікаво, що набір пісень на аудіокасеті на у відео відрізняються.

## Список композицій
1. Жаль, что весна
2. Лётчик и моряк
3. Кинула
4. Лебёдушка
5. Был в Керчи
6. Чаечки (дует з О. Роловим)
7. Серый
8. Евпатория
9. Курвы танчуть баль
10. Я лечу в Москву

Автор слів та музики — Сергій Міхалок

## Музиканти
- Сергій Міхалок — вокал, акордеон
- Руслан Владико — гітари
- Олег Ладо — бас-гітара
- Георгій Дриндін — труба, бек-вокал
- Віталій Дроздов — скрипка, бубен, вокал
- Олександр Ролов (Логвін) — вокал, підтанцьовка
- Павло Кузюкович — валторна, бек-вокал
- Олексій Любавін — барабани